# Zwiefalten

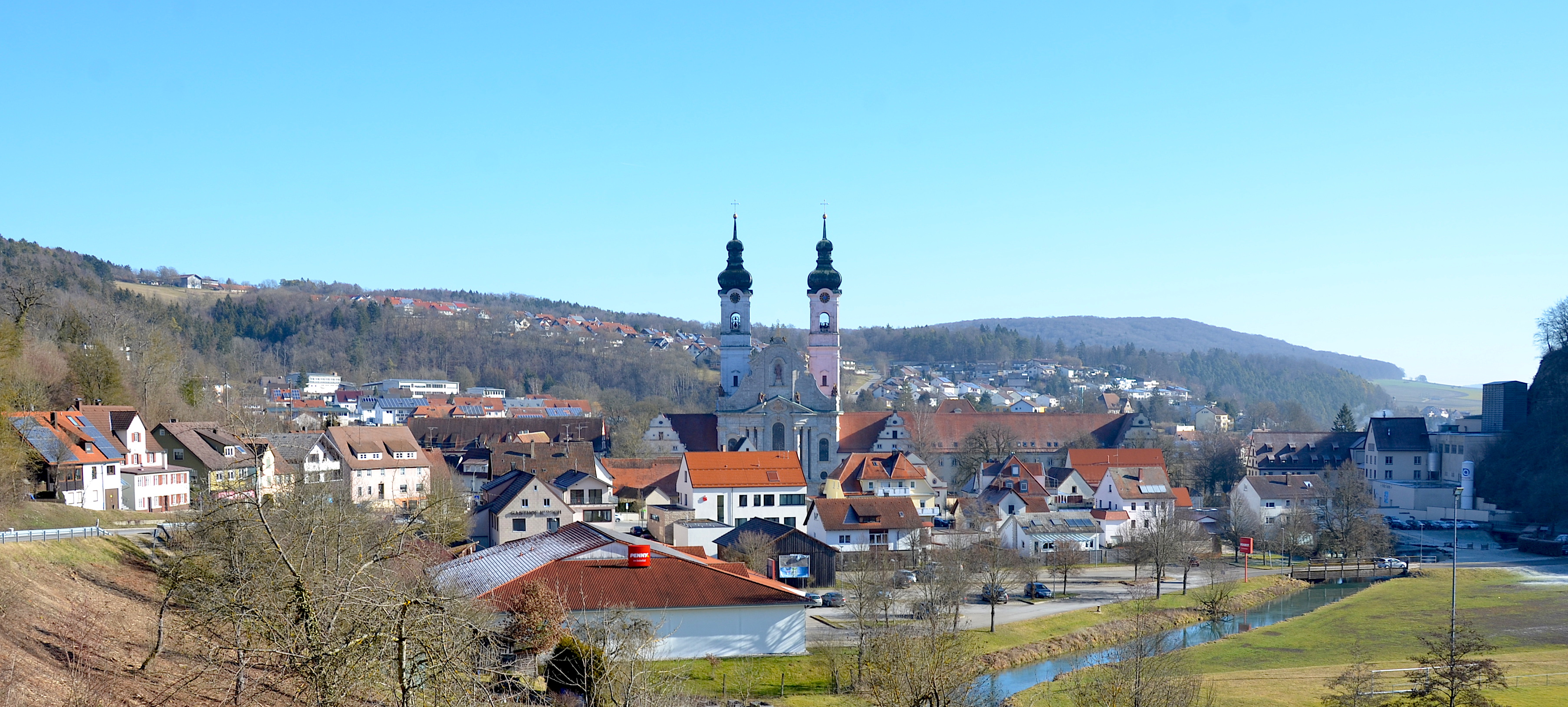
Zwiefalten (Blick von Westen)

Zwiefalten ist eine Gemeinde und ein Dorf im Landkreis Reutlingen etwa auf halber Strecke zwischen Stuttgart und dem Bodensee. Sie ist bekannt durch die ehemalige Abtei Zwiefalten (heute das Zentrum für Psychiatrie), deren Klosterkirche eine der Hauptsehenswürdigkeiten der Oberschwäbischen Barockstraße ist.

## Geographie

### Geographische Lage
Der Gemeindename leitet sich von seiner Lage in den Tälern der Zwiefalter Aach und der Kessel-Aach her. Zwiefalten ist mit 44,3 % seiner Gemarkung ein Teil des Biosphärengebiets Schwäbische Alb.

### Geologie
Eine erdgeschichtliche Besonderheit der Schwäbischen Alb stellt der Gauinger Travertin dar, auch Gauinger Marmor genannt.

### Gemeindegliederung
Die Gemeinde Zwiefalten besteht aus folgenden Gemeindeteilen:
- Die Dörfer Baach, Gauingen, Gossenzugen, Hochberg, Mörsingen, Sonderbuch, Upflamör und Zwiefalten
- Der Weiler Attenhöfen
- Die Höfe Loretto, Bühlhof und Straubinger

Im Gemeindegebiet liegen mehrere abgegangene, heute nicht mehr bestehende Siedlungen: Das um 1100 als Gouwiberc erwähnte Gauberg und Steinhausen, auf das ein Flurname im Gemeindeteil Gauingen hindeutet; Offenhausen im Gemeindeteil Mörsingen; die beiden 1089 erwähnten Siedlungen Elnhausen (als Ellinhusin) und Katzenstaig (als Kazzunsteige) und die 1272 als Weschelinshulwe erwähnte Siedlung Weschlinshülbe im Gemeindeteil Upflamör.

### Nachbargemeinden
Folgende Kommunen grenzen an die Gemeinde Zwiefalten (aufgeführt im Uhrzeigersinn, beginnend im Norden) und gehören zum Landkreis Reutlingen bzw. zum Alb-Donau-Kreis¹ und zum Landkreis Biberach²:
Hayingen, Emeringen¹, Riedlingen², Langenenslingen² und Pfronstetten.

### Schutzgebiete
Die Gemeinde hat Anteil am Naturschutzgebiet Tannenhalde, welches ganz im Westen des Verwaltungsgebietes liegt. Zudem existieren zwölf Landschaftsschutzgebiete. Das größte davon, die Riedlinger Alb, umfasst die Gemarkungen Upflamör und Mörsingen. Das LSG Tobeltal schließt hier unmittelbar an. Das Glastal liegt an der nördlichen Gemeindegrenze und setzt sich in Hayingen fort. Die weiteren Landschaftsschutzgebiete werden unter den Bezeichnungen Sommerschafweide in den Weißen Äckern, Sommerschafweide auf Hagnau, Sommerschafweide in der Eselsweide, Sommerschafweide im Banholz, Sommerschafweide im Mittelberg, Sommerschafweide am Fleckenhau, Sommerschafweide im Grastel, Sommerschafweide in Fußenäcker und Sommerschafweide im Löhle geführt.
Große Teile des Verwaltungsgebietes gehören zum FFH-Gebiet Glastal, Großer Buchwald und Tautschbuch. Auch am Vogelschutzgebiet Täler der Mittleren Flächenalb hat die Stadt Anteil. Der nördliche Teil des Verwaltungsgebietes gehört zum Biosphärengebiet Schwäbische Alb, die Bannhalde wurde als Kernzone des Biosphärengebiets ausgewiesen.

## Geschichte

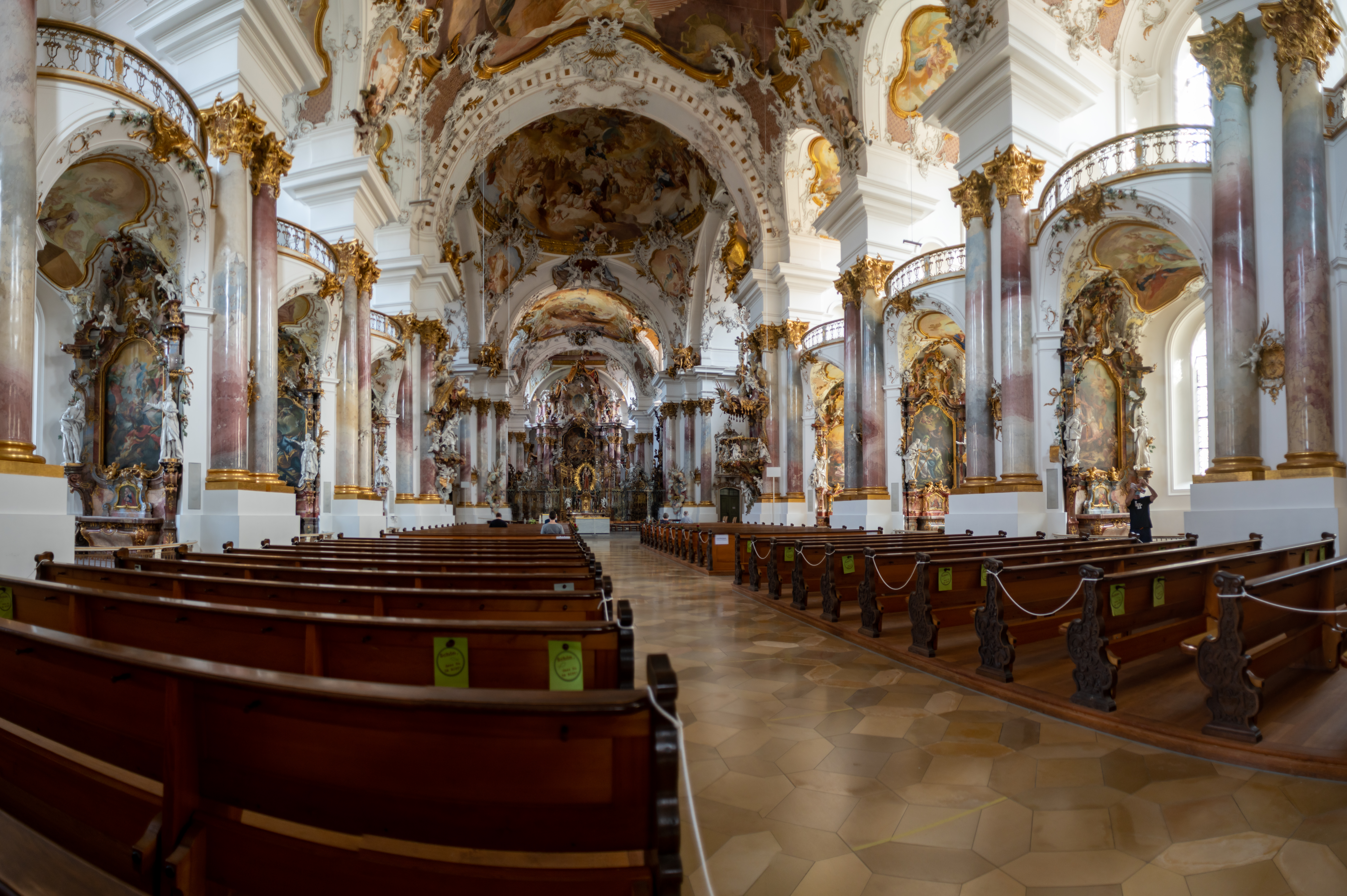
Blick durch das Kirchenschiff vom Langhaus zum Chor

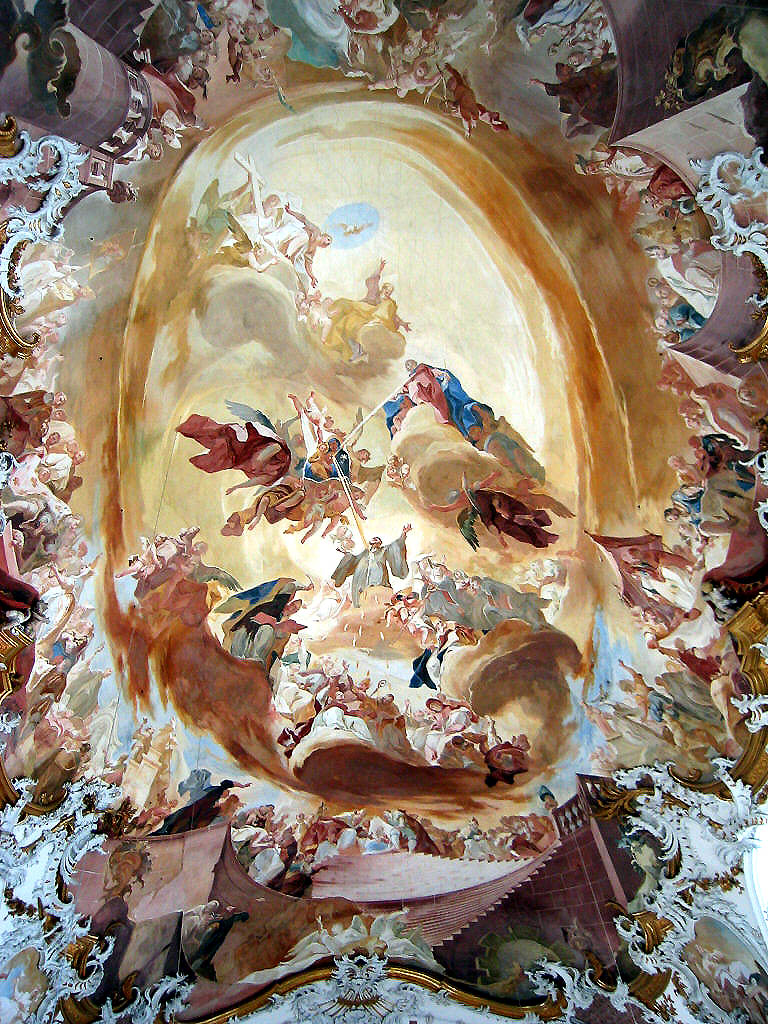
Deckengemälde im Münster

### Bis zum Ende des 18. Jahrhunderts
Zwiefalten wurde als Zwivaltum erstmals in einer Urkunde König Ludwigs IV. vom 15. Juni 904 erwähnt. Dort erscheinen auch die Orte Mörsingen und Gauingen. Während der Zeit der Stammesherzogtümer lag die Gemarkung im Herzogtum Schwaben.
Der Ort verdankt seine Bedeutung dem ehemaligen Benediktinerkloster Zwiefalten, das 1089 von Mönchen aus Hirsau gegründet wurde. Die Grafen Luitold von Achalm und Kuno von Wülflingen sowie ihre Ministerialen ließen dem Kloster umfangreiche Stiftungen zukommen. Zunächst bestand auch ein Frauenkloster im Ort, das jedoch wohl im Laufe des 14. Jahrhunderts aufgegeben wurde; vermutlich handelt es sich bei der heutigen Friedhofskirche um die ehemalige Kirche des Nonnenklosters. Bis zum 15. Jahrhundert gelang es dem Kloster, ein arrondiertes Territorium auf der Schwäbischen Alb zu erwerben. Allerdings plünderten die Bauern im Bauernkrieg von 1525 das Kloster; dabei soll es bei Tigerfeld zu einer Schlacht gekommen sein, bei der die Bauern eine Niederlage erlitten.
1750 wurde das Benediktinerkloster zur voll bestätigten Reichsabtei erhoben, indem es sich durch hohe Geldzahlungen von der württembergischen Schirmvogtei loskaufte. Zum Gebiet des Klosters Zwiefalten gehörten nun 14 Orte.

### 19. Jahrhundert
Anlässlich der Säkularisation 1803 wurde das Kloster gewaltsam aufgelöst und war bis 1810 ein eigenes württembergisches Oberamt. Bei der Umsetzung der endgültigen Verwaltungsgliederung im 1806 gegründeten Königreich Württemberg wurde Zwiefalten 1810 dem Oberamt Münsingen zugeordnet. 1812 wurde in den Klostergebäuden die königlich württembergische Heilanstalt eingerichtet. Von 1819 bis 1826 war Zwiefalten mit Goßenzugen vereint. 1826 entstand Zwiefalten wieder als eine eigenständige Gemeinde.

### 20. und 21. Jahrhundert
Durch die Kreisreform 1938 während der NS-Zeit in Württemberg gelangte Zwiefalten zum Landkreis Münsingen.
Im Rahmen der nationalsozialistischen Krankenmorde der Aktion T4 wurde die Staatliche Heil- und Pflegeanstalt Zwiefalten zu einem Zwischenlager für die Tötungsanstalt Grafeneck. Diese nahm im Januar 1940 ihren Betrieb auf. Mindestens 1673 psychisch kranke Frauen, Männer, Jugendliche und Kinder wurden 1939/40 über Zwiefalten in andere staatliche Anstalten oder nach Grafeneck verlegt. Die sogenannten „Grauen Busse“ der Gemeinnützigen Krankentransport GmbH (Gekrat) waren in dieser Zeit stetiges Ortsbild. Die zwischenverlegten Patienten und Heimbewohner stammten aus Bedburg-Hau, Ellwangen, Fußbach, Heggbach, Kaufbeuren, Konstanz, Kork, Krautheim, Liebenau, Mariaberg, Rastatt, Sinsheim und Stetten im Remstal. Am 2. April 1940 verließ der erste Transport mit 50 Frauen Zwiefalten. Bis zum 9. Dezember 1940 wurden in 22 Transporten mehr als 1000 Patienten aus Zwiefalten nach Grafeneck deportiert und getötet. Auch nach dem Ende der zentralen Tötungsanstalt Grafeneck im Dezember 1940 ging die Ermordung von Patienten in Zwiefalten mit einer Morphin-Spritze oder einer Trional-Spritze weiter.
Zwiefalten war nach dem Zweiten Weltkrieg ein Teil der Französischen Besatzungszone und kam somit zum Nachkriegsland Württemberg-Hohenzollern, das am 25. April 1952 im Land Baden-Württemberg aufging.
1949 wurde Martha Fauser, von 1940 bis 1945 Direktorin der Anstalt in Zwiefalten, wegen des „Verbrechens des Totschlags“ zu einer Gefängnisstrafe von lediglich einem Jahr und sechs Monaten verurteilt. Ein Gedenkstein auf dem Friedhof der Anstalten erinnert an dieses Geschehen.
Seit der Kreisreform von 1973 ist Zwiefalten Teil des Landkreises Reutlingen.
Heute ist in der ehemaligen Klosteranlage das Zentrum für Psychiatrie der Münsterklinik Zwiefalten.

### Eingemeindungen

#### Baach mit Attenhöfen
1938 eingemeindet (535 m, 260 Einwohner)
Baach liegt an der Straße nach Riedlingen im Aachtal. Attenhöfen ist ein Weiler von vier Bauernhöfen auf einem Hügel über dem rechten Aachufer und der am südlichsten gelegene Ort im Landkreis Reutlingen. Bei dem Ortsteil Baach existieren noch Reste der Burg Baach und die abgegangene Burg Rieder. Die Kapelle St. Stephanus wurde 1658 erbaut.

#### Gauingen
Am 1. Januar 1975 durch die Gebietsreform der 1970er-Jahre eingemeindet (738 m, 140 Einwohner)
Gauingen liegt auf der Hochalb an der Straße nach Reutlingen (B 312). Es ist ein dreigeteiltes Straßendorf, das sich von der Hochfläche in eine seitliche Talmulde der Zwiefalter Aach hinabzieht. Bekannt ist Gauingen durch sein Travertinvorkommen.

#### Gossenzugen
1938 eingemeindet (545 m, 120 Einwohner)
Gossenzungen liegt nordwestlich von Zwiefalten im Tal der Zwiefalter Aach.

#### Hochberg
Kam am 1. Januar 1975 mit Gauingen hinzu (685 m, 80 Einwohner)
Hochberg liegt fünf Kilometer oberhalb Zwiefaltens in westlicher Richtung am Rande des Tobeltales.

#### Mörsingen
Am 1. Februar 1972 eingemeindet (661 m, 100 Einwohner)
Mörsingen liegt in einer Talmulde auf der Schwäbischen Alb, rund 5 km südwestlich von Zwiefalten.

#### Sonderbuch
Am 1. Januar 1975 eingemeindet (674 m, 190 Einwohner)
Sonderbuch liegt am Abhang eines Seitentälchens nordöstlich des Ortes Zwiefalten.

#### Upflamör
Am 1. Januar 1974 eingemeindet (740 m, 90 Einwohner)
Upflamör ist der höchstgelegene Ortsteil und liegt westlich des Ortes Zwiefalten.
Zu dem ungewöhnlichen Namen gibt es unterschiedliche Herleitungen. Gemäß der einen Erklärung resultierte er (wahrscheinlich) aus der exponierten Lage über dem Tal von Zwiefalten. In diesem liegt in Frühjahr und Herbst oft ein Nebelmeer, über dem dann der Ort Upf(=über)la(=dem)mör(=Meer) thront. Eine andere Herleitung erläutert: „Die Erklärung für Upflamör ist demnach sehr einfach: In der Nähe gibt es auch einen Ort, der Pflummern heißt. Und „Pflummern“ ist das „Gelände, auf dem Pflaumenbäume stehen“. Upflamör heißt nun nichts anderes als „Oberpflummern“; also das Pflummern, das man weiter oben – es ist der höchste Ort dort weit und breit – gegründet hat. Upflamör also: über den Pflaumenbäumen.“

### Einwohnerentwicklung
Die Einwohnerzahlen sind Volkszählungsergebnisse (¹) oder amtliche Fortschreibungen des Statistischen Landesamtes (nur Hauptwohnsitze).
| Stichtag             | Einwohnerzahl |
| -------------------- | ------------- |
| 1. Dezember 1871 ¹   | 2045          |
| 1. Dezember 1900 ¹   | 2414          |
| 17. Mai 1939 ¹       | 2559          |
| 13. September 1950 ¹ | 2879          |
| 6. Juni 1961 ¹       | 3037          |
| 27. Mai 1970 ¹       | 3000          |
| 25. Mai 1987 ¹       | 2334          |
| 31. Dezember 1991    | 2380          |
| 31. Dezember 1995    | 2273          |
| 31. Dezember 2000    | 2180          |
| 31. Dezember 2005    | 2133          |
| 31. Dezember 2010    | 2067          |
| 31. Dezember 2015    | 2187          |
| 31. Dezember 2020    | 2281          |

## Religion

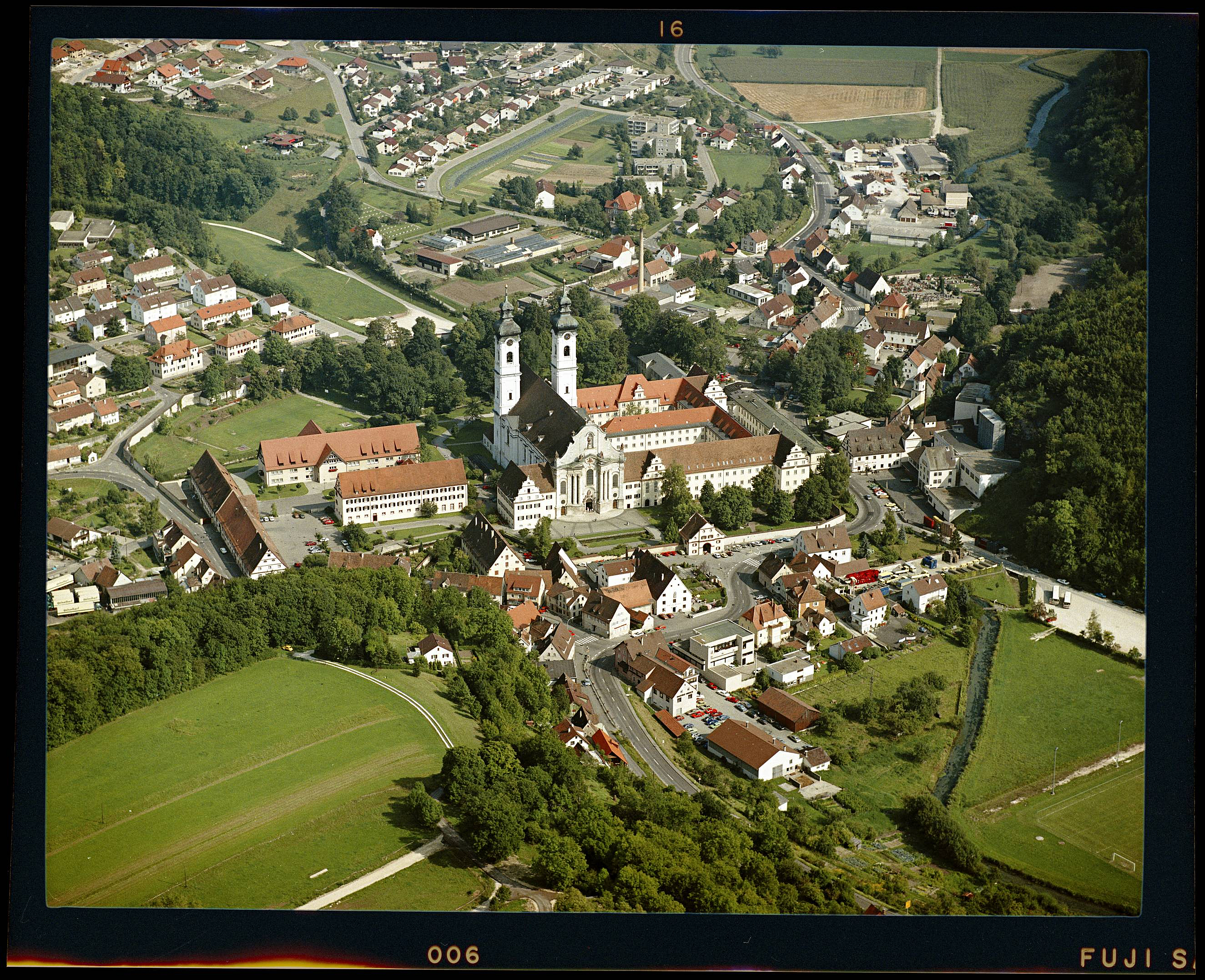
Zwiefalten (1985)

Das gesamte Gebiet um Zwiefalten blieb nach der Reformation katholisch.
Nach dem Übergang an Württemberg Anfang des 19. Jahrhunderts zogen auch evangelische Bewohner zu. 1844 wurde in Zwiefalten eine Pfarrverweserei und 1860 eine eigene evangelische Pfarrei errichtet.
Die heutige evangelische Kirchengemeinde Zwiefalten umfasst die Stadt Zwiefalten mit den zugehörigen Stadtteilen, die Ortsteile Geisingen, Huldstetten und Tigerfeld der Gemeinde Pfronstetten sowie die Stadtteile Bechingen, Zell und Zwiefaltendorf der Stadt Riedlingen im Landkreis Biberach. Eine eigene Kirche wurde in Zwiefalten nicht erbaut. Die Gottesdienste der Gemeinde finden im Kapitelsaal des Klosters Zwiefalten statt. 1884 wurde in Hayingen eine Filialgemeinde gegründet, die 1953 ein eigenes Kirchengebäude erhielt und heute als selbstständige evangelische Kirchengemeinde Hayingen mit der Kirchengemeinde Zwiefalten eine Gesamtkirchengemeinde bildet.
Die evangelischen Bewohner des Zwiefaltener Stadtteils Upflamör wurden erst 1983 in die Kirchengemeinde Zwiefalten umgegliedert. Zuvor gehörten sie zur Kirchengemeinde Pflummern im Kirchenbezirk Biberach.
Bis 1951 gehörten auch die evangelischen Bewohner von Uigendorf zur Kirchengemeinde Zwiefalten. 1951 wurde Uigendorf in den Kirchenbezirk Biberach umgegliedert und der Kirchengemeinde Riedlingen zugeordnet. Bis 1983 gehörten ferner die evangelischen Bewohner der Gemeinde Emeringen sowie der Obermarchtaler Ortsteile Datthausen und Reutlingendorf zur Kirchengemeinde Zwiefalten. 1983 wurden sie in den Kirchenbezirk Blaubeuren umgegliedert und der Kirchengemeinde Munderkingen zugeordnet.

## Politik

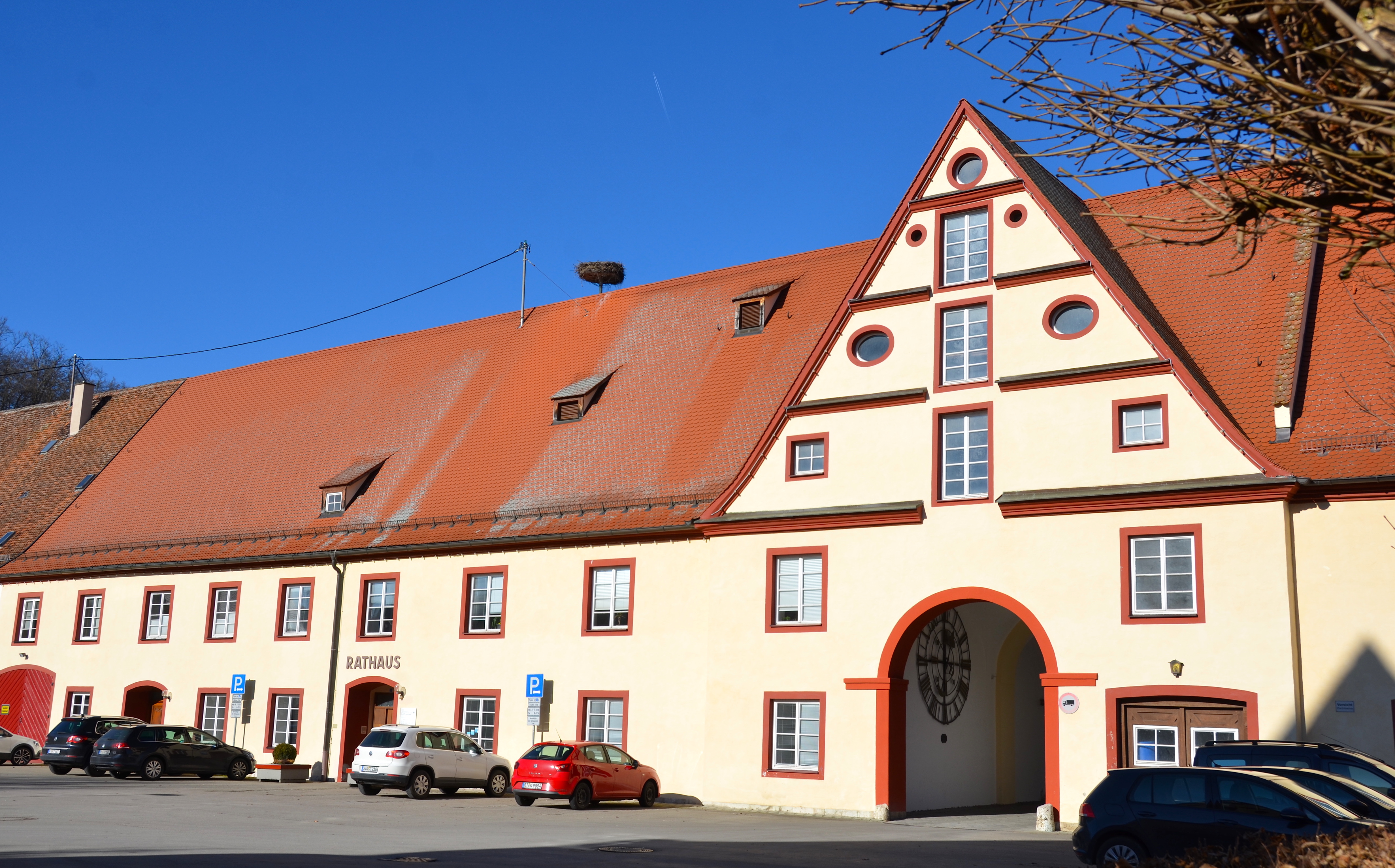
Rathaus

### Gemeinderat
Der Gemeinderat von Zwiefalten umfasst derzeit 15 ehrenamtliche gewählte Mitglieder, deren Amtszeit fünf Jahre beträgt, sowie die Bürgermeisterin als ebenfalls stimmberechtigte Vorsitzende. Er wird nach dem Verfahren der unechten Teilortswahl gewählt, das den einzelnen Ortsteilen von Zwiefalten jeweils eine bestimmte Anzahl an Vertretern im Gemeinderat garantiert. Durch Ausgleichsmandate kann sich dadurch die Gesamtzahl der Sitze jedoch verändern. Die letzte Wahl am 9. Juni 2024 führte bei einer Wahlbeteiligung von 65,2 Prozent zu folgendem Ergebnis:
| Partei / Liste                      | Stimmenanteil | Sitze | Ergebnis 2019          | Ergebnis 2014          | Ergebnis 2009          |
| ----------------------------------- | ------------- | ----- | ---------------------- | ---------------------- | ---------------------- |
| CDU / Bürgerliche Wählervereinigung | 73,3 %        | 11    | 2019: 68,7 %, 11 Sitze | 2014: 72,7 %, 11 Sitze | 2009: 73,3 %, 11 Sitze |
| Freie Wähler Zwiefalten / SPD       | 26,7 %        | 4     | 2019: 31,3 %, 05 Sitze | 2014: 27,3 %, 04 Sitze | 2009: 26,7 %, 03 Sitze |

### Bürgermeister
Der Bürgermeister wird für eine Amtszeit von acht Jahren gewählt. Die erste Amtszeit von Alexandra Hepp endet 2028.
- 1962–1990: Karl Ragg (CDU)
- 1990–2014: Hubertus-Jörg Riedlinger (SPD)
- Juli 2014–2020: Matthias Henne (CDU)
- seit 1. Dezember 2020: Alexandra Hepp (CDU)

### Wappen
| Wappen der Gemeinde Zwiefalten | Blasonierung: „In Blau übereinander zwei ineinander verschlungene silberne (weiße) Ringe, die drei Kreissegmente bilden, in denen sieben (3:1:3) sechsstrahlige goldene (gelbe) Sterne erscheinen.“ |
| Wappen der Gemeinde Zwiefalten | Wappenbegründung: Im Schultheißenamtssiegel wurden die späteren Wappenfiguren - allerdings noch ohne Schild - anscheinend schon im 19. Jahrhundert abgebildet. Vermutlich sollen die zwei verschlungenen Ringe sollen den Zusammenfluss der Zwiefalter-Aach und der Kessel-Aach symbolisieren, während die sieben Sterne vom Wappen des ehemaligen Klosters Zwiefalten bzw. der Grafen von Achalm abgeleitet sind. Die Farben des Wappens sind mit Beratung durch die Archivdirektion Stuttgart in der Sitzung des Gemeinderats am 15. Dezember 1933 festgelegt worden. |

Wappen der früher selbstständigen Gemeinden

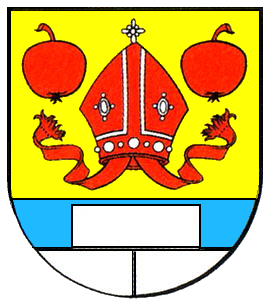
Gauingen
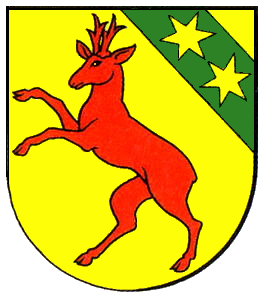
Mörsingen
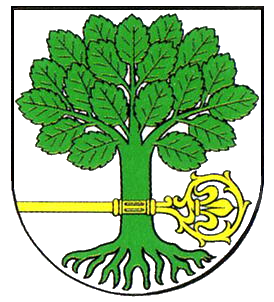
Sonderbuch

### Städtepartnerschaften
- La Tessoualle, westliches Frankreich, seit dem 12. August 1973

## Kultur und Sehenswürdigkeiten

Abtei Zwiefalten

Zwiefalten liegt an der Oberschwäbischen Barockstraße.

### Museen
- Württembergisches Psychiatriemuseum[16]
- Peterstormuseum: Im ehemaligen Schulgebäude der Klosterangestellten, ein Heimatmuseum

### Bauwerke

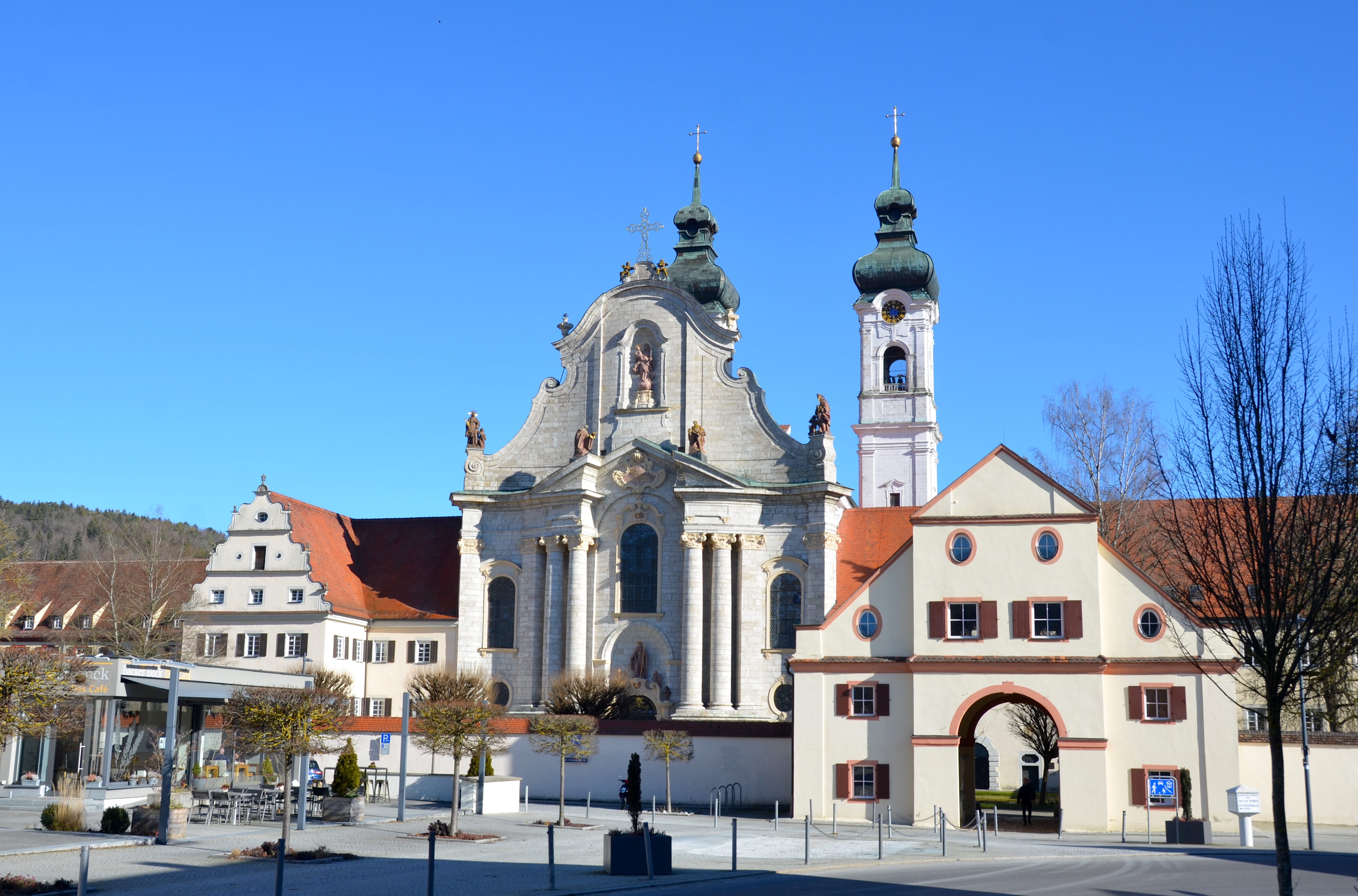
Das Münster Unserer Lieben Frau

- Das Münster Unserer Lieben Frau, die Kirche der 1806 säkularisierten[17] Abtei, gilt als Meisterwerk des deutschen Spätbarock. Der Bau wurde 1739 von den Brüdern Joseph und Martin Schneider begonnen und bis 1765 von Johann Michael Fischer vollendet. Die reiche Ausstattung der Kirche enthält ein spätgotisches Gnadenbild von 1430 sowie barocke Deckenfresken und ein Altarblatt von Franz Joseph Spiegler, Fresken von Andreas Meinrad von Au, Stuckaturen von Johann Michael Feuchtmayer d. J., außerdem Skulpturen und ein Chorgestühl von Johann Joseph Christian.
- Die Gottesdienste der evangelischen Kirchengemeinde finden im Kapitelsaal des Klosters Zwiefalten statt, der 1668 von Peter Thumb erbaut wurde.
- Die 1519 errichtete und 1521 geweihte Pfarrkirche von Zwiefalten wurde 1812 profaniert und zu Wohnhäusern umgebaut; der ursprüngliche Kirchengrundriss ist allerdings noch erkennbar.[18]
- Die Große Heuneburg (Upflamör) ist eine frühkeltische Wallanlage im Wald bei Upflamör. Die 5 Hektar große Fläche ist zwischen dem 8. und 6. Jahrhundert v. Chr. besiedelt und lässt aufgrund der vorhandenen Wälle und Gesteinsreste die damalige Lebensweise erahnen.

### Naturdenkmäler
- Wimsener Höhle, auch Friedrichshöhle, eine seit 1447 bekannte Wasserhöhle, mit einem Kahn befahrbar. Die Gesamtlänge beträgt 723 m, jedoch sind erst 263 m vermessen.
- Aachtopf (Kesselbach) entspringt im Talgrund des Dobeltals, ähnlich dem Blautopf bei Blaubeuren
- Schlossberg Sonderbuch mit Burgstall Burg Sonderbuch

### Regelmäßige Veranstaltungen
- Die Narrenzunft Rälle e. V. betreibt die schwäbisch-alemannische Fasnet im Ort. Hauptfigur der Zwiefalter Fasnet ist der 1962 in der heutigen Form geschaffene „Klosterrälle“, ein Narr in Katzenmaske. Weitere Figuren sind der „Teutschbuch-Gockel“ (seit 1977), der „Gauinger Bär“ (seit 1978), der „Zwiefalter Hansel“ (seit 1982) und die „Krättenweib“ auch „Korbfrau“ genannt (seit 1975). Die Narrenzunft ist Gründungsmitglied der 1969 gegründeten Vereinigung Freier Oberschwäbischer Narrenzünfte (VFON).

## Wirtschaft und Infrastruktur
Der Sender Zwiefalten ist ein Füllsender des Südwestrundfunks. Er befindet sich im Wald, etwa einen Kilometer südlich des Ortes Zwiefalten.

### Verkehr
Zwiefalten liegt an der Bundesstraße 312. Diese verbindet die Gemeinde im Nordwesten mit Reutlingen und im Süden mit Riedlingen.
Der Öffentliche Nahverkehr wird durch den Verkehrsverbund Neckar-Alb-Donau (NALDO) gewährleistet. Die Gemeinde befindet sich in der Wabe 227.

### Einrichtungen

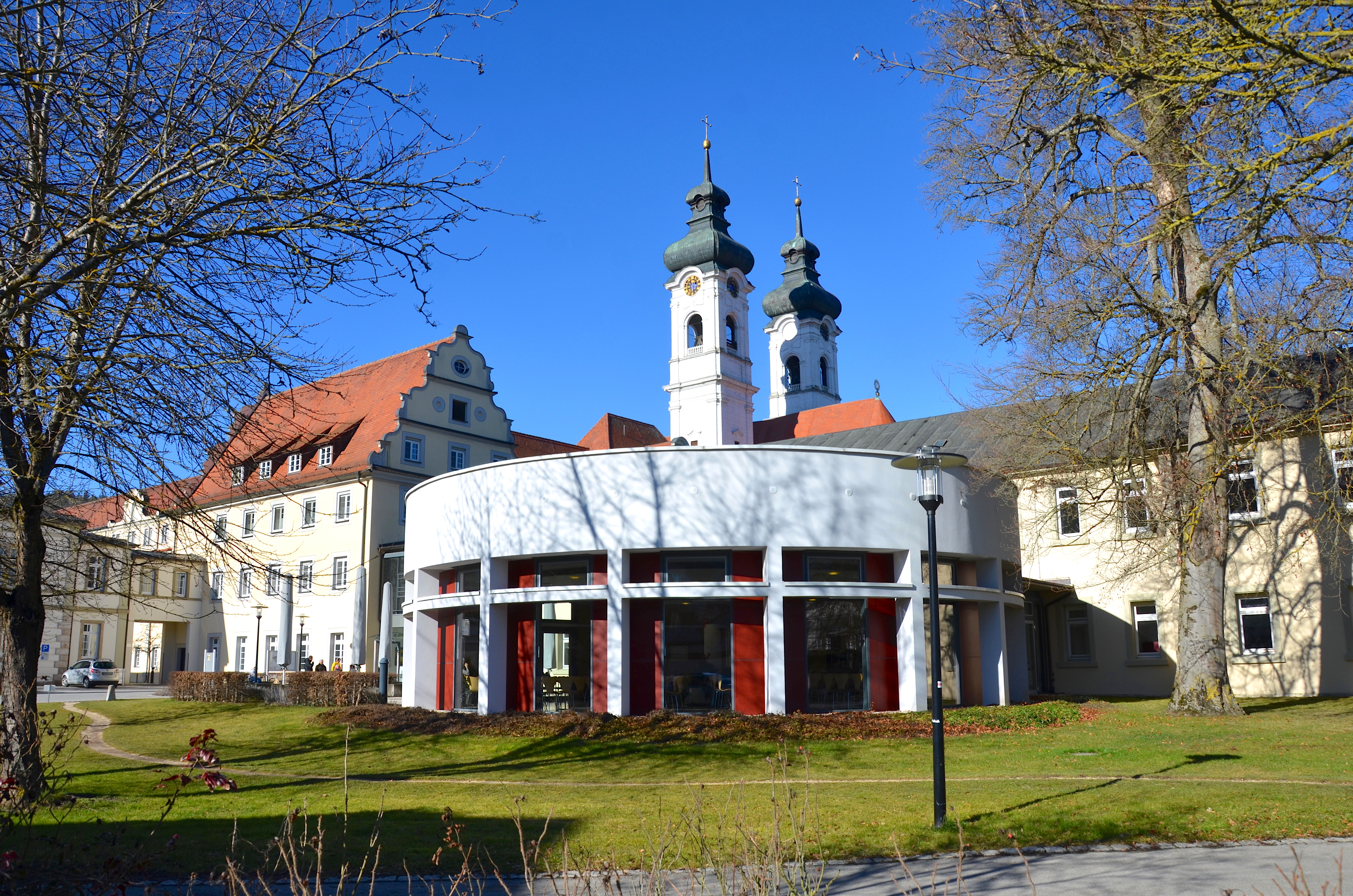
ZfP Südwürttemberg in Zwiefalten

- Zwiefalten besitzt mit der Münsterklinik Zwiefalten ein Zentrum für Psychiatrie.
- Die Gemeinde war auch Sitz des Dekanats Zwiefalten des Bistums Rottenburg-Stuttgart, das heute zum Dekanat Reutlingen-Zwiefalten mit Sitz in Reutlingen gehört.

### Bildung
- Münsterschule Zwiefalten – Grund-, Haupt- und Realschule
- Krankenpflegeschule des ZfP Zwiefalten – Schule für Gesundheits- und Krankenpflege beim ZfP Südwürttemberg
- Volkshochschule Münsingen, Außenstelle Zwiefalten

## Persönlichkeiten

### Söhne und Töchter der Gemeinde
- Heinrich (I.) von Zwiefalten (* im 13. Jahrhundert; † im 13. Jahrhundert), Benediktiner, Prior des Klosters Ochsenhausen von 1238 bis 1263

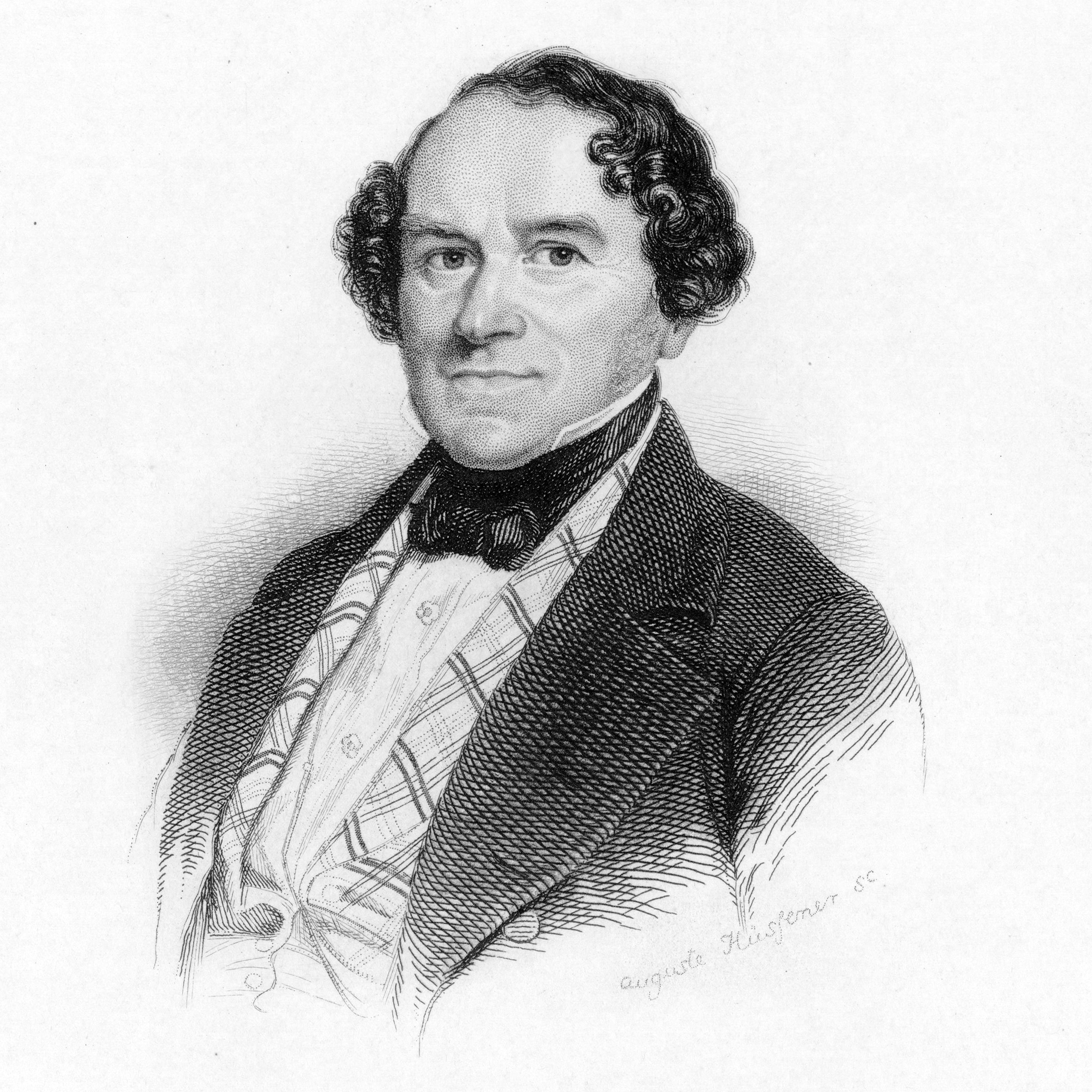
Conradin Kreutzer

- Erhard Knab (um 1435–1480), kurpfälzischer Mediziner, Hochschullehrer, Fachbuchautor und viermaliger Rektor der Universität Heidelberg
- Carl von Sallwürk (1802–1864), hohenzollerischer Oberamtmann
- Gustav Werner (1809–1887), evangelischer Pfarrer und Gründer der Gustav-Werner-Stiftung
- Oswald Bockmayer (1820–1869), geboren in Gossenzugen, württembergischer Oberamtmann
- Gerhard Ziegler (1902–1967), Architekt und Raumplaner
- Gerhard Bidlingmaier (1907–1971), Seeoffizier und Marinehistoriker

### Persönlichkeiten, die vor Ort gewirkt haben
- Ernest Weinrauch (1730–1793), Komponist und Benediktinerpater im Kloster Zwiefalten
- Stephan Hayd (1744–1802), Benediktinerpater, Theologe sowie Lehrer, Archivar und Sekretär im Kloster Zwiefalten
- Conradin Kreutzer (1780–1849), Komponist und Kapellmeister, war Schüler von Weinrauch und besuchte in der Benediktinerabtei Zwiefalten die Schule
- Alex Theodor Gogolkiewicz (* 1983), Chefarzt des ZfP Südwürttemberg

## Sonstiges
- Zwiefaltener Kalender, illuminierter Codex von 1145, der in der Württembergischen Landesbibliothek in Stuttgart als Cod. Hist. fol. 415 aufbewahrt wird.
- Zwiefalter Klosterbrauerei
- Ein Gedicht von Robert Gernhardt hat den Ort (insbesondere die psychiatrische Klinik) zum Thema.
- Die in Bodo Kirchhoffs Roman Zwiefalten beschriebene Stadt ist hingegen nicht mit dem tatsächlichen Ort Zwiefalten identisch.
- Die Berliner Bar „San Remo Upflamör“ trägt den Namen von Zwiefaltens höchstgelegenem Ortsteil.